# Ligação simbólica

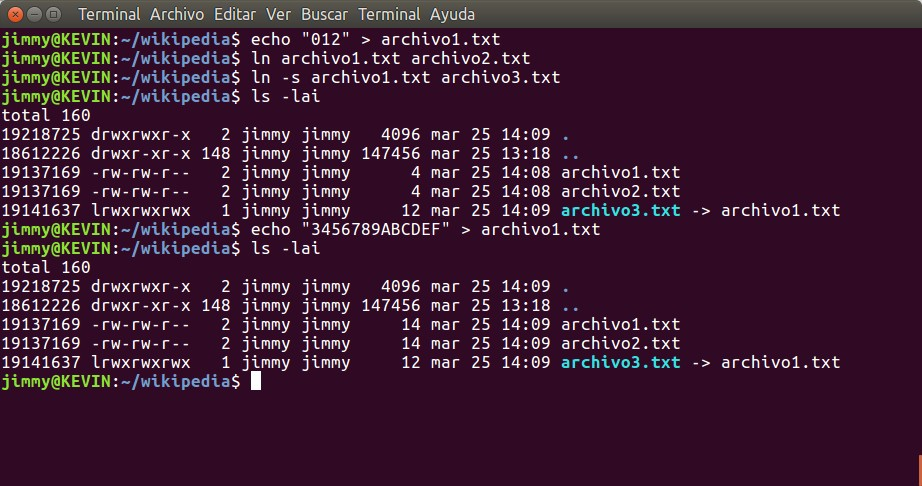
Diferenças entre links rígidos e links simbólicos no ambiente GNU Linux usando os comandos echo, ln e ls

Em computação, uma ligação simbólica (em inglês: symbolic link, soft link ou symlink) é um tipo especial de arquivo que contém uma referência a outro arquivo ou diretório na forma de um caminho absoluto ou relativo e que afeta a resolução do nome de caminho (pathname). As ligações simbólicas já estiveram presentes em 1978 em sistemas operacionais de mini-computadores da 
DEC e do RDOS da Data General. Hoje eles são suportados pelo padrão do sistema operacional POSIX, a maioria dos sistemas operacionais tipo Unix, como o FreeBSD, GNU/Linux, e Mac OS X, e também os sistemas operacionais Windows, como o Windows Vista, Windows 7 e em algum grau no Windows 2000 e Windows XP, na forma de arquivos de atalho.

## Soft Link vs Hard Link
Um link simbólico contém o nome do arquivo ao qual está associado. Caso o arquivo original seja excluído a ligação passará a referir a um arquivo inexistente, resultando em um erro.  Uma ligação rígida (hard link) por sua vez, contém uma referência ao conteúdo do antigo caminho, comportando-se, exceto pela data de criação e texto, indistinguível do nome original do arquivo. Mesmo que o arquivo seja excluído pelo nome original do arquivo a ligação rígida permaneceria ligada ao arquivo original.